# Heinrich Droste (Politiker)
Heinrich Droste (* 24. Juli 1896 in Eickum; † 1972) war ein deutscher Prokurist und Lokalpolitiker. In der Zeit des Nationalsozialismus war er für die NSDAP von 1933 bis 1945 Oberbürgermeister der preußischen Kreisstadt Goslar und nach dem Zweiten Weltkrieg vertrat er die FDP im Stadtrat von Goslar.

## Leben
Er stammte aus Westfalen, besuchte die Höhere Handelsschule und absolvierte eine Kaufmannslehre. Als Kriegsfreiwilliger nahm er am Ersten Weltkrieg teil. Danach erhielt er 1920 in Bad Harzburg eine Anstellung. Zwei Jahre später wechselte er als kaufmännischer Angestellter und später Prokurist nach Goslar. Hier trat er zum 1. Januar 1929 der NSDAP bei (Mitgliedsnummer 109.846) und übernahm schon bald die Fraktionsführung im Stadtrat von Goslar. Im April 1933 wurde er zunächst zum Staatskommissar für die Stadt Goslar und im Dezember 1933 zum Oberbürgermeister ernannt. Nach dem Einmarsch der amerikanischen Truppen gab er am 10. April 1945 dieses Amt ab. Er wurde interniert. In den 1950er Jahren kehrte er für die FDP in den Stadtrat von Goslar zurück.